# Clay Shaw

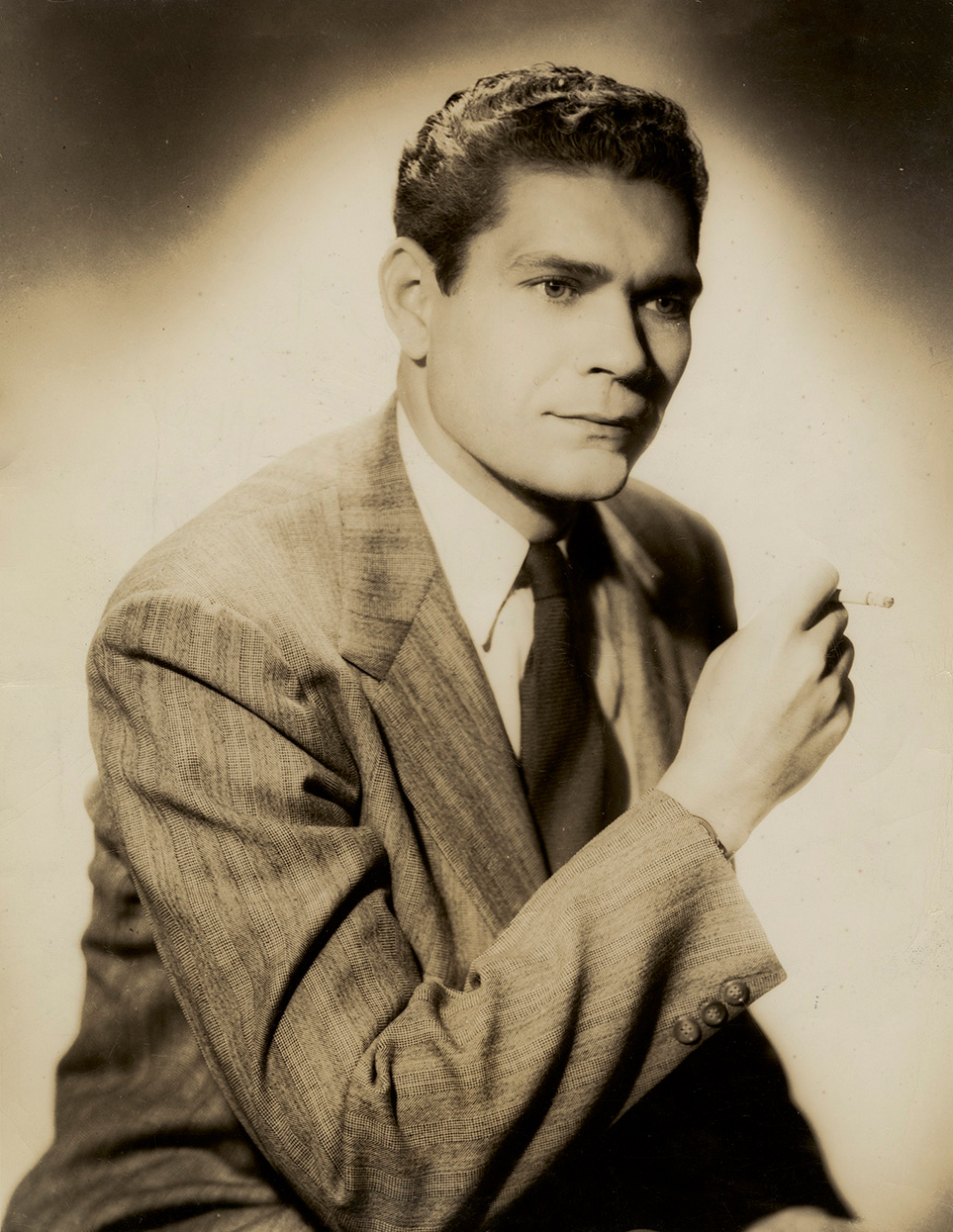
Clay Shaw (ca. 1945)

Clay Laverne Shaw (* 17. März 1913; † 15. August 1974) war ein US-amerikanischer Geschäftsmann in New Orleans, Louisiana. Er war der Einzige, der im Zusammenhang mit dem Attentat auf John F. Kennedy angeklagt wurde. Er wurde freigesprochen.

## Biographie
Shaw wurde als Major im Jahre 1946 ehrenhaft aus der US Army entlassen. Er diente als Sekretär des Generalstabs und wurde von drei Nationen dekoriert: Von den Vereinigten Staaten mit der Legion of Merit und dem Bronze Star, von Frankreich mit dem Croix de guerre, und von Belgien mit dem Kronenorden (Ritter).
Nach dem Zweiten Weltkrieg half Shaw, die International Trade Mart in New Orleans aufzubauen, die den Verkauf von einheimischen Waren und von Waren aus dem Ausland erleichtert. Er war örtlich für seine Bemühungen bekannt, die Gebäude in New Orleans’ historischem French Quarter zu erhalten.

## Verhaftung
Der Bezirksstaatsanwalt von New Orleans Jim Garrison verfolgte Clay Shaw mit der Begründung, dass Shaw und eine Gruppe von Rechtsextremen mit David Ferrie und Guy Banister in eine Verschwörung mit Mitarbeitern der Central Intelligence Agency (CIA) verwickelt gewesen sei, die Präsident Kennedy ermordet habe. Garrison verhaftete Shaw am 1. März 1967, da er glaubte, dass Clay Shaw der Mann war, der als Clay Bertrand in dem Warren Commission-Report bezeichnet wurde. Garrison behauptete, dass Shaw das Pseudonym Clay Bertrand in New Orleans’ Schwulen-Gemeinde genutzt habe.

## Verhandlung
Während der Verhandlungen, die von Januar bis Februar 1969 stattfanden, nannte Garrison den Versicherungsvertreter Perry Russo als seinen Hauptzeugen. Russo sagte aus, dass er eine Party im Appartement des Anti-Castro-Aktivisten David Ferrie besuchte. Auf dieser Party, sagte Russo, besprachen Ferrie, Oswald und „Clay Bertrand“ (den Russo im Gerichtssaal als Clay Shaw identifizierte), Kennedy zu töten.
Russos Geschichte entwickelte sich erst im Laufe der Zeit. Vor der Verhandlung erklärte er der Presse noch, er habe erst nach dem Attentat aus dem Fernsehen erfahren, wer Oswald war. Auch die Aufzeichnungen der ersten Befragung durch Assistant D. A. Andrew Sciambra erwähnen keine „Ermordungs-Party“. Russo sagte nun aus, dass er Shaw bei zwei Gelegenheiten getroffen habe, keine davon war eine „Party“. Erst bei weiteren Vernehmungen, die unter dem Einfluss der so genannten Wahrheitsdroge Thiopental und unter Hypnose stattfanden, konnte sich Russo an ein Treffen mit Ferrie, Shaw und Oswald erinnern, bei dem die drei über die Ermordung Kennedys gesprochen hätten. Oswald beschrieb er dabei als ungepflegten, bärtigen Beatnik und Wohngenossen des homosexuellen Shaw.
Ein anderer Zeuge Garrisons, Charles Spiesel, schwächte die Anklage zusätzlich durch seine Aussage. Spiesel sagte im Kreuzverhör, dass er 1964 gegen einen Psychiater und die Stadt New York Klage eingereicht habe. Er beschwor, dass die Polizei und andere ihn über einen Zeitraum von mehreren Jahren hypnotisiert hätten und ihn aus dem Geschäft drängten. Außerdem bestätigte er, dass er seiner Tochter regelmäßig die Fingerabdrücke abgenommen habe, um sicherzustellen, dass sie nicht durch eine Doppelgängerin ersetzt worden sei. Spiesel wurde von der Anklage als Zeuge benannt, dass er eine Versammlung besucht habe, bei der Clay Shaw anwesend gewesen sei und Spiesel ihn als „Clay Bertrand“ identifizieren könne. Shaw wurde weniger als eine Stunde, nachdem der Fall an die Jury ging, freigesprochen.

## Folgen
Garrison schrieb später ein Buch über seine Ermittlungen über Clay Shaw, und die nachfolgende Ermittlung hieß Bei der Ermittlung der Mörder. In dem Buch schrieb Garrison, Shaw hätte eine „extensive internationale Rolle als ein Mitarbeiter der CIA“. Shaw dementierte eine solche Verbindung.
Clay Shaw hatte tatsächlich zwischen 1948 und 1956 Kontakte zum Domestic Contact Service (DCS) des amerikanischen Auslandsgeheimdienstes CIA und lieferte im Rahmen seiner Auslandsreisen an diesen Dienst Erfahrungsberichte. In der Mitte der 1970er gaben 150.000 Amerikaner (Geschäftsmänner, Journalisten etc.) solche Informationen an den DCS weiter.
1979 schrieb das House Select Committee on Assassinations in seinem Abschlussbericht, dass das Komitee „geneigt war zu glauben, dass Oswald Ende August, Anfang September 1963 in Clinton (Louisiana) war, und sich in Gesellschaft von David Ferrie  oder gar von Clay Shaw befand“ und dass Zeugen in Clinton, Louisiana „eine Verbindung unbestimmter Natur zwischen Ferrie, Shaw und Oswald weniger als drei Monate vor der Ermordung herstellten“.

## Tod
Shaw starb am 15. August 1974 im Alter von 61 Jahren gegen 12:40 Uhr in seiner Wohnung, 1022 St. Peter Street. Der Totenschein wurde von Dr. Hugh M. Batson unterzeichnet, als Todesursache wurde metastatischer Lungenkrebs angegeben.

## Fiktionale Darstellungen
Shaw wurde von Tommy Lee Jones in Oliver Stones Film JFK – Tatort Dallas aus dem Jahre 1991 dargestellt.

## Bücher zum Thema
- Joe Biles: In History's Shadow: Lee Harvey Oswald, Kerry Thornley & the Garrison Investigation. ISBN 0-595-22455-5.
- Milton E. Brener: The Garrison Case: A Study in the Abuse of Power. C.N. Potter, 1969.
- Donald H. Carpenter: Man of a Million Fragments: The True Story of Clay Shaw. Donald H. Carpenter LLC, 2014, ISBN 978-0-692-22641-4.
- James DeEugenio: Destiny Betrayed: JFK, Cuba, and the Garrison Case. Sheridan Square Press, New York 1992, ISBN 1-879823-00-4.
- William Davy: Let Justice Be Done: New Light on the Jim Garrison Investigation. Jordan Pub, 1999, ISBN 0-9669716-0-4.
- Edward Jay Epstein: The Assassination Chronicles: Inquest, Counterplot, and Legend. Carroll & Graf Pub, 1992, ISBN 0-88184-909-X.
- Paris Flammonde: The Kennedy conspiracy: An uncommissioned report on the Jim Garrison investigation. Meredith Press, 1969.
- Jim Garrison: A Heritage of Stone. Putnam Publishing Group, 1970, ISBN 0-399-10398-8.
- Jim Garrison: On the Trail of the Assassins. Sheridan Square Press, New York 1988, ISBN 0-446-36277-8.
- Max Holland: The Power of Disinformation: The Lie that Linked CIA to the Kennedy Assassination. In: Studies in Intelligence. Fall-Winter 2001, No. 11
- James Kirkwood: American Grotesque: An Account of the Clay Shaw-Jim Garrison-Kennedy Assassination Trial in New Orleans. ISBN 0-06-097523-7.
- Patricia Lambert: False Witness: The Real Story of Jim Garrison's Investigation and Oliver Stone's Film JFK. ISBN 0-87131-920-9.
- Jim Marrs: Crossfire: The Plot that Killed Kennedy. Carroll & Graf, New York 1989, ISBN 0-88184-648-1.
- Joan Mellen: A Farewell to Justice: Jim Garrison, JFK's Assassination, and the Case That Should Have Changed History. Potomac Books, Washington D.C. 2005, ISBN 1-57488-973-7.
- Gerald Posner: Case Closed: Lee Harvey Oswald and the Assassination of JFK. Anchor Books, New York 2003, ISBN 1-4000-3462-0.
- Anthony Summers: Not in Your Lifetime. Marlowe & Company, New York 1998, ISBN 1-56924-739-0.
- Harold Weisberg: Oswald in New Orleans: Case for Conspiracy with the C.I.A. Canyon Books, New York 1967, OCLC 434028.